# Fuse Games
Fuse Games (o Silverball Studios) è una compagnia di Nintendo secondaria con due aziende situate a Burford e Statford-upon-Avon.
Compagnia conosciuta per i loro videogiochi di flipper per Game Boy Advance e Nintendo DS, rispettivamente Mario Pinball Land (o Super Mario Ball) e Metroid Prime Pinball. Il team dietro Fuse Games è noto per la serie di videogiochi Pro Pinball per PC.

## Lista di videogiochi prodotti da Fuse Games

### Nintendo DS
- Metroid Prime Pinball, 2005
- Active Health with Carol Vorderman, 2009
- Pinball Pulse: The Ancients Beckon (DSi Ware), 2009

### Game Boy Advance
- Mario Pinball Land, 2004